# 朱孟熜
巴陵悼簡王朱孟熜（1381年5月23日—1397年4月14日），明朝楚藩巴陵王，楚昭王朱楨的庶長子。

## 生平
洪武十四年四月甲申（1381年5月23日），朱孟熜出生。洪武三十年三月己巳（1397年4月14日），朱孟熜去世，享年十七歲，追封巴陵郡王，諡號悼簡。無子，封國被廢除。